# Marguerite de Brabant (1276-1311)
Pour les articles homonymes, voir Marguerite de Brabant (homonymie) et Brabant.
Marguerite de Brabant, née le 4 octobre 1276 et morte le 14 décembre 1311 à Gênes,  est la fille du duc Jean Ier de Brabant et de Marguerite de Flandre. Épouse de Henri VII de Luxembourg, elle fut couronnée reine consort de Germanie en 1309.

## Biographie

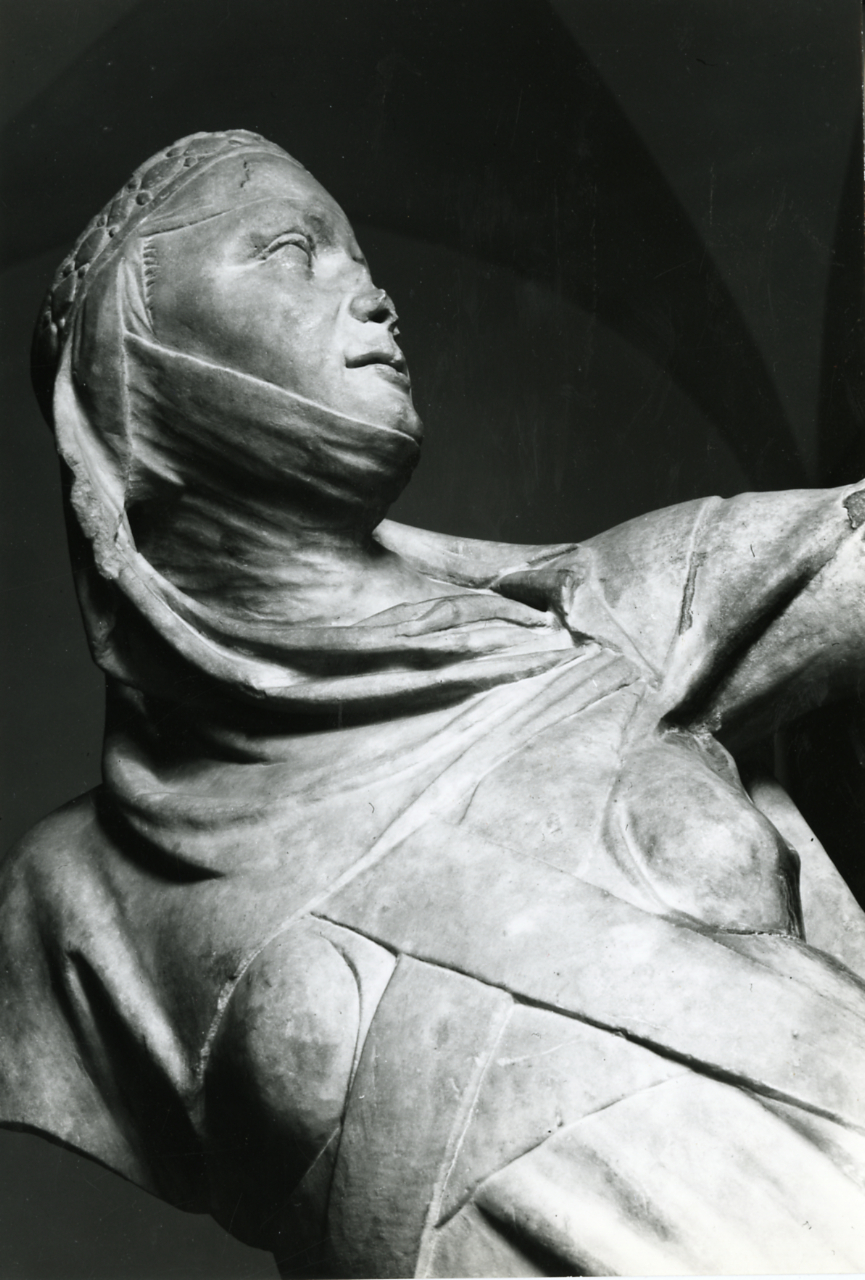
Giovanni Pisano, Elevatio animae, monument funéraire de Marguerite de Brabant, détail, Gênes, Museo di Sant'Agostino, 1313-1314. Photo par Paolo Monti.

À la suite d'un accord de paix survenu entre les maisons de Brabant et de Luxembourg après la fin de la guerre de Succession du Limbourg culminant à la bataille de Worringen en 1288, elle épouse le comte Henri de Luxembourg à Tervuren le 28 mai 1292, puis devient reine de Germanie après son couronnement à Aix-la-Chapelle avec son époux le 6 janvier 1309.
Marguerite accompagne son mari lors de sa campagne d'Italie en 1310. Elle tombe malade pendant le siège de Brescia et meurt quelques mois plus tard à Gênes, où elle est enterrée. Le célèbre sculpteur Giovanni Pisano construit un monument à sa mémoire commandée par l'empereur en 1313.
De son union avec Henri VII, elle a trois enfants :
- Jean Ier l'Aveugle (1296 † 1346), comte de Luxembourg et roi de Bohême ;
- Marie (1304 † 1324), mariée à 1322 à Charles IV (1295 † 1328), roi de France ;
- Béatrice (1305 † 1319), mariée en 1318 à Charles Robert (1288 † 1342), roi de Hongrie.